# Leinatal
Leinatal – dzielnica (Ortsteil) gminy Georgenthal w Niemczech, w kraju związkowym Turyngia, w powiecie Gotha. Do 30 grudnia 2019 samodzielna gmina.